# Santa Maria da Boa Vista
Santa Maria da Boa Vista è un comune del Brasile nello Stato del Pernambuco, parte della mesoregione di São Francisco Pernambucano e della microregione di Petrolina.